# Аутотомија
Аутотомија је способност неких животиња да осакате саме себе у случају животне опасности, тј. да од себе отклоне неки екстремитет. На пример, гуштер може да жртвује свој реп. У неким случајевима отклоњено ткиво може поново израсти (регенерација).
1. ↑  The American Heritage Dictionary of the English Language (4. изд.). 2000.